# Ruth Asawa
Ruth Asawa (Norwalk, California, 24 de enero de 1926 - San Francisco, 6 de agosto de 2013) fue una escultora estadounidense, de origen japonés. Conocida en San Francisco como la "dama fuente", su obra se encuentra en importantes colecciones en el Museo Guggenheim y el Whitney de Nueva York. Ella fue una fuerza impulsora detrás de la creación de la Escuela de Artes de San Francisco, más tarde llamada la Escuela Asawa Ruth de las Artes de San Francisco en 2010.

## Obras seleccionadas

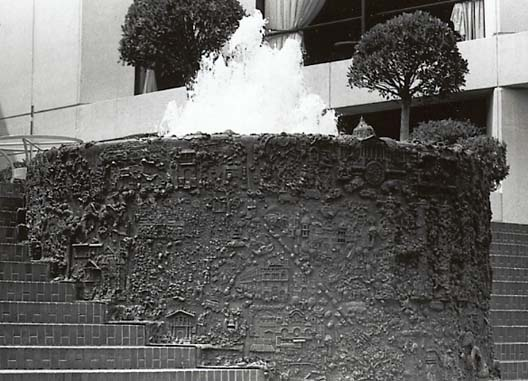
La fuente en el Grand Hyatt San Francisco.

- Andrea, la fuente de la sirena en el Ghirardelli Square (1966)
- el Hyatt de la Unión Fountain Square (1973)
- el centro comercial Buchanan (Nihonmachi) Fuentes (1976)
- Aurora,la fuente de inspiración origami en la costa de San Francisco (1986)
- Escultura Internamiento Memorial los japoneses-americanos en San José (1994).

## Premios
- 1968: Primer Premio Dymaxion para el artista/científico
- 1974: Medalla de Oro del American Institute of Architects
- 1990: Premio Cyril Magnin de la Cámara de Comercio de San Francisco
- 1993: Premio de Honor de la Asamblea de Mujeres de las Artes
- 1995: Premio de la Asian American Art Foundations, Anillo de Oro a la Trayectoria del anillo

## Películas
- Snyder, Robert, producer (1978) Ruth Asawa: On Forms and Growth. Pacific Palisades, cA: Masters y Masterworks Production.

## Muerte
Asawa murió de causas naturales el 5 de agosto de 2013 en su casa de San Francisco, California.

## Otras lecturas
- Abrahamson, Joan and Sally Woodridge (1973) The Alvarado School Art Community Program. San Francisco: Alvarado School Workshop.
- Bancroft Library (1990) "Ruth Asawa, Art, Competence and Citywide Cooperation for San Francisco,", in The Arts and the Community Oral History Project. University of California, Berkeley.
- Cook, Mariana (2000) Couples. Chronicle Books.
- Cornell, Daniell et al. (2006) The Sculpture of Ruth Asawa: Contours in the Air. University of California Press.
- Cunningham, Imogen (1970) Photographs, Imogen Cunningham. University of Washington Press.
- Dobbs, Stephen (1981) Community and Commitment: An Interview with Ruth Asawa," in Art Education vol 34 no 5.
- Faul, Patricia et al. (1995) The New Older Woman. Celestial Arts.
- Harris, Mary Emma (1987) The Arts at Black Mountain College. MIT Press.
- Hopkins, Henry and Mimi Jacobs (1982) 50 West Coast Artists. Chronicle Books.
- Jepson, Andrea and Sharon Litsky (1976) The Alvarado Experience. Alvarado Art Workshop.
- Rountree, Cathleen (1999) On Women Turning 70: Honoring the Voices of Wisdom. Jossey-Bass.
- Rubinstein, Charlotte Streifer (1992) American Women Sculptors. G.K. Hall.
- San Francisco Museum of Art. (1973) Ruth Asawa: A Retrospective View. San Francisco Museum of Art.
- Schatz, Howard (1992) Gifted Woman. Pacific Photographic Press.
- Villa, Carlos et al. (1994) Worlds in Collision: Dialogues on Multicultural Art Issues. San Francisco Art Institute.
- Woodridge, Sally (1973) Ruth Asawa’s San Francisco Fountain. San Francisco Museum of Art.